# 台北探索館

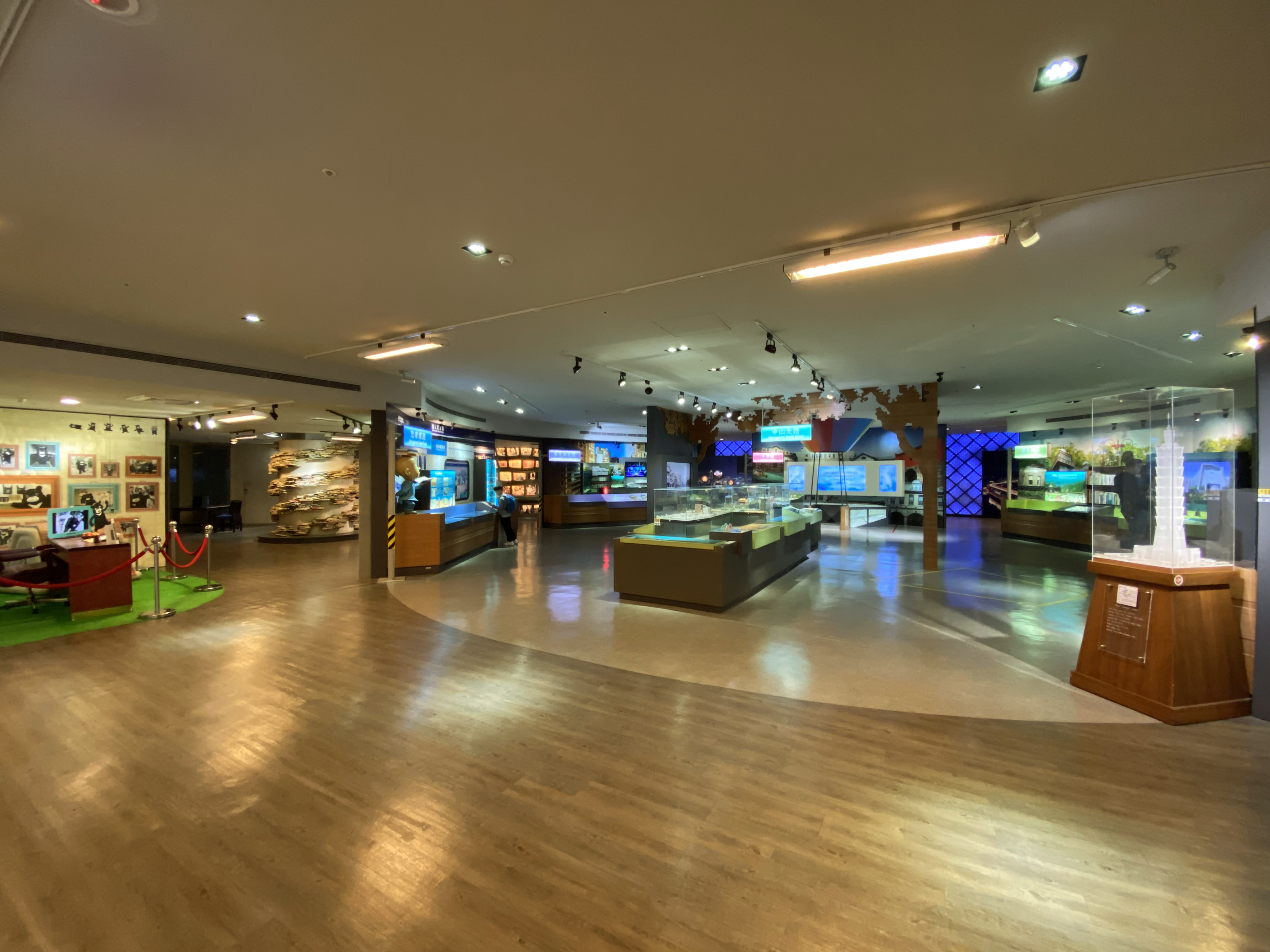
3樓城市探索廳

台北探索館（Discovery Center of Taipei）位於台灣台北市，昔日為「市政資料館」。它除了在探尋台北市歷史文化的軌跡，了解現今台北的人文、社會及各項藝文生活資源外，另外也在使民眾了解台北市的重大公共建設發展及與國際交流互動的情形。

## 簡介
台北探索館前身是臺北市政府新聞處所屬的市政資料展示館，成立於1994年。
2000年館方重新規劃與定位，使其具有兼負社會教育及市政宣導雙重職責，並提供蒐藏、研究、展示、教育及休閒等功能，以推廣科技教育、歷史教育、藝術教育及市政建設成果。
2002年5月，台北市政府市政會議通過將「市政資料展示館」更名為「台北探索館」；台北探索館於該年底正式完工啟用，現隸屬於臺北市政府觀光傳播局城市旅遊科管理。
現時1樓為臺北印象廳；2樓為特展廳；3樓為城市探索廳；4樓為時空對話廳和設360度的環形螢幕的發現劇場。
2024年11月21日，館方宣佈因應政策，台北探索館營運至2024年12月30日止，在撤館前，館方舉辦『細數22年足跡，用感恩說再見！』探索館回顧展（2024年10月25日至12月16日）。

## 年表
- 1994年9月：市政資料館正式對外開放。
- 1996年5月：臺北市政府成立「市政資料館展區更新作業專案小組」。
- 1997年10月：辦理市政資料館重點展示空間，一、二樓展區規劃設計更新工程。
- 1999年7月：臺北市議會同意市政資料館展區更新工程規劃設計預算。
- 1999年9月：召開諮詢委員會議，徵詢定位建議及展示構想。
- 1999年12月：市府確定市政資料館展區更新案定位及展示需求。
- 2001年6月：規劃設計審查委員會決議將市政資料館更名為「台北探索館」。
- 2002年5月：臺北市政府第一一六三次市政會議通過：將市政資料館更名為「台北探索館」，工程正式開工。
- 2002年12月：台北探索館常設展區完工啟用。
- 2003年12月：環境劇場完工。
- 2004年1月：環境劇場（今發現劇場）正式開放。
- 2024年11月：館方宣佈因政策關係，台北探索館營運至該年12月30日止。

- 台北探索館3樓城市探索廳-文藝首都與臺北古蹟
- 台北探索館4樓時空對話廳
- 台北探索館4樓發現劇場
- 臺北府城城牆基石

## 外部連結
- 官方网站[]
- 線上參觀台北探索館[]